# Witness (албум)
Witness је пети студијски албум америчке певачице Кејти Пери. Објављен је 9. јуна 2017. године у посредству Capitol Records-а. На снимању албума, Кејти је сарађивала са многим продуцентима, укључујући Џефа Баскера, Марка Круа, Дјука Думонта, Џека Гарата, Оскара Холтера, Illangelo-а, Иље, Макса Мартина, Алија Пајамија и Шелбека. Witness је електропоп албум са елементима денс и електронске денс музике, са текстовима о самооснажењу и феминизму. Пери је албум описала као „ослобађајућ” и „одлучан”.
Албум садржи пет синглова, од којих су три објављена пре издавања албума, а један је достигао на четврто место топ-тен листе Билборд хот 100, водећи сингл — Chained to the Rhythm, који је Пери извела заједно са Скипом Марлијем. Сингл Bon Appétit (са групом Migos) је дебитовао на 59, месту, а Swish Swish (са Ники Минаж) на 46. Последња два — Save as Draft и Hey Hey Hey објављени су 2. јуна 2017. и 12. јануара 2018. Као подршка албуму, организовано је четвородневно емитовање Пери на Јутјубу, по имену Katy Perry Live: Witness World Wide. Након објављивања албума, Witness је добио меовите критике музичких критичара, који су неретко замерали продукцију и текстове песама.
Са продајом 180.000 еквивалентних јединица у првој недељи, албум је достигао на америчку рекордну листу Билборд 200, постајући Кејтин трећи албум по времену проведеном на рекордним листама у САД-у. Албум се такође нашао на првом месту и у Канади и Шпанији, другом месту у Аустралији, Јужној Кореји, Мексику и Новом Зеланду , као и међу 5 најбољих у девет других земаља. Како би промовисала албум, пери је одржала своју четврту корцентну турнеју, Witness: The Tour. За разлику од претходна три албума, овај албум је за Перијеву представљао комерцијални неуспех јер је широм света продато око 840.000 примерака до јануара 2018.

## Списак песама
| №               | Назив                                      | Трајање |  |
| 1.              | Witness                                    | 4:10    |  |
| 2.              | Hey Hey Hey                                | 3:34    |  |
| 3.              | Roulette                                   | 3:18    |  |
| 4.              | Swish Swish (са Ники Минаж)                | 4:02    |  |
| 5.              | Déjà Vu                                    | 3:17    |  |
| 6.              | Power                                      | 3:46    |  |
| 7.              | Mind Maze                                  | 4:08    |  |
| 8.              | Miss You More                              | 3:54    |  |
| 9.              | Chained to the Rhythm (са Скипом Марлијем) | 3:57    |  |
| 10.             | Tsunami                                    | 3:23    |  |
| 11.             | Bon Appétit (са групом Migos)              | 3:47    |  |
| 12.             | Bigger Than Me                             | 4:00    |  |
| 13.             | Save as Draft                              | 3:48    |  |
| 14.             | Pendulum                                   | 4:00    |  |
| 15.             | Into Me You See                            | 4:24    |  |
| Укупно трајање: | Укупно трајање:                            | 57:28   |  |